# Aneomochtherus africanus
Aneomochtherus africanus là một loài ruồi trong họ Asilidae. Aneomochtherus africanus được Ricardo miêu tả năm 1919.